# 書洞駅
書洞駅（ソドンえき）は、大韓民国釜山広域市金井区にある釜山交通公社4号線の駅である。駅番号は407。

## 駅構造
相対式ホーム2面2線の地下駅。フルスクリーンタイプのホームドアが設置されている。出入口は4箇所に設けられている。

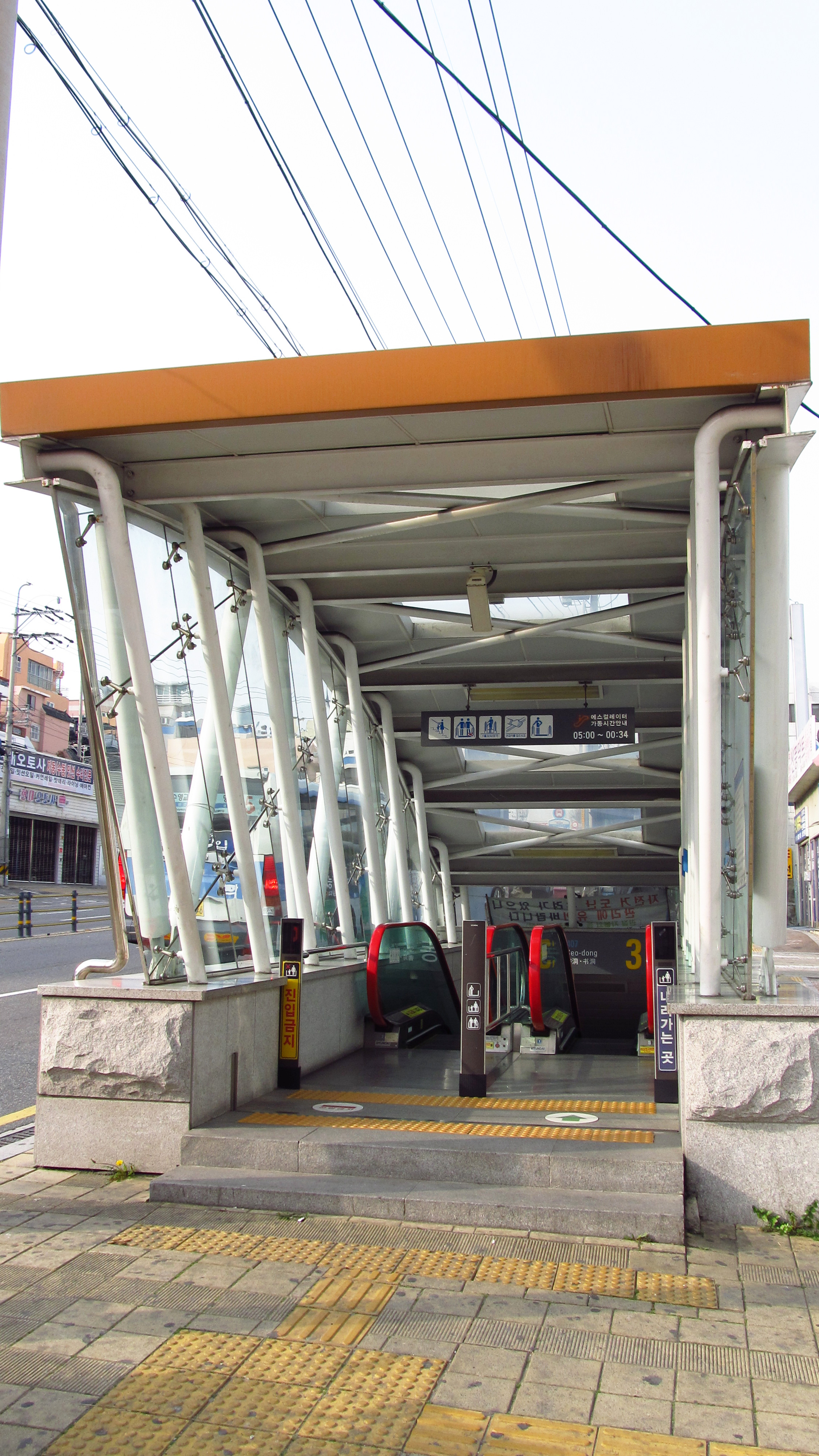
3番出入口（2018年4月）
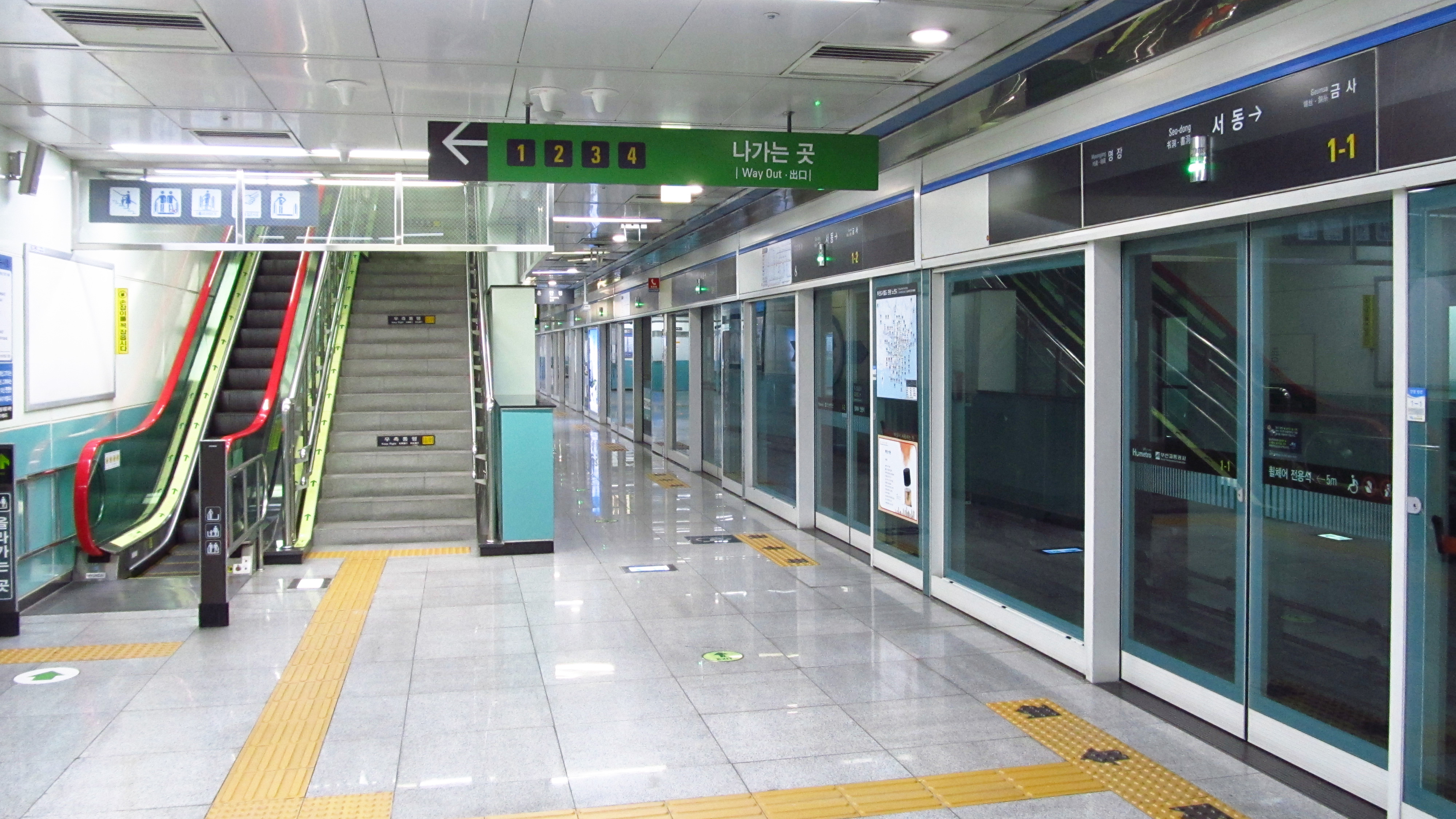
下りホーム（2018年4月）
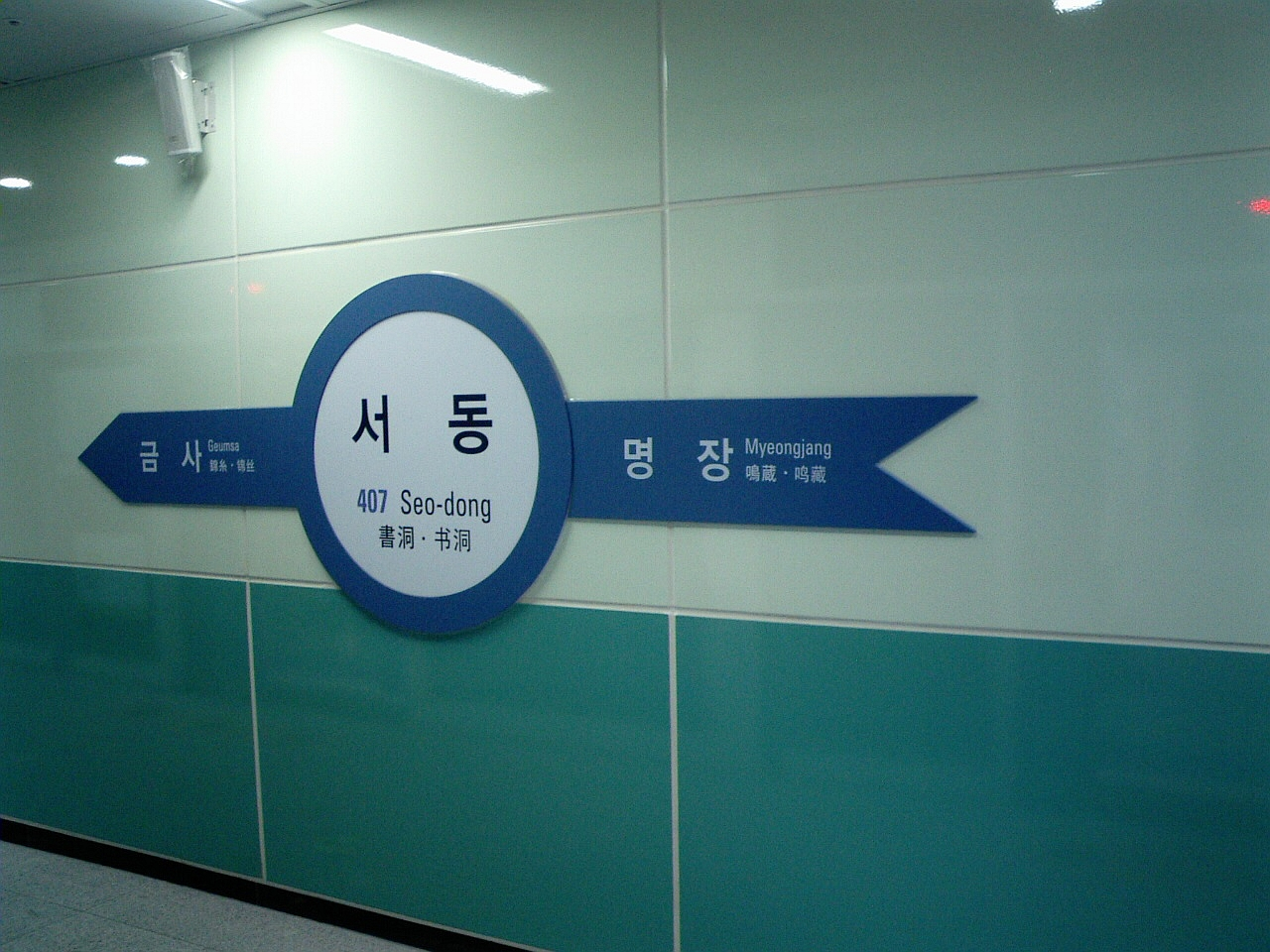
駅名標

### のりば
| 上り | 4号線 | 美南方面 |
| 下り | 4号線 | 安平方面 |

## 歴史
- 2011年3月30日 - 開業[1]。

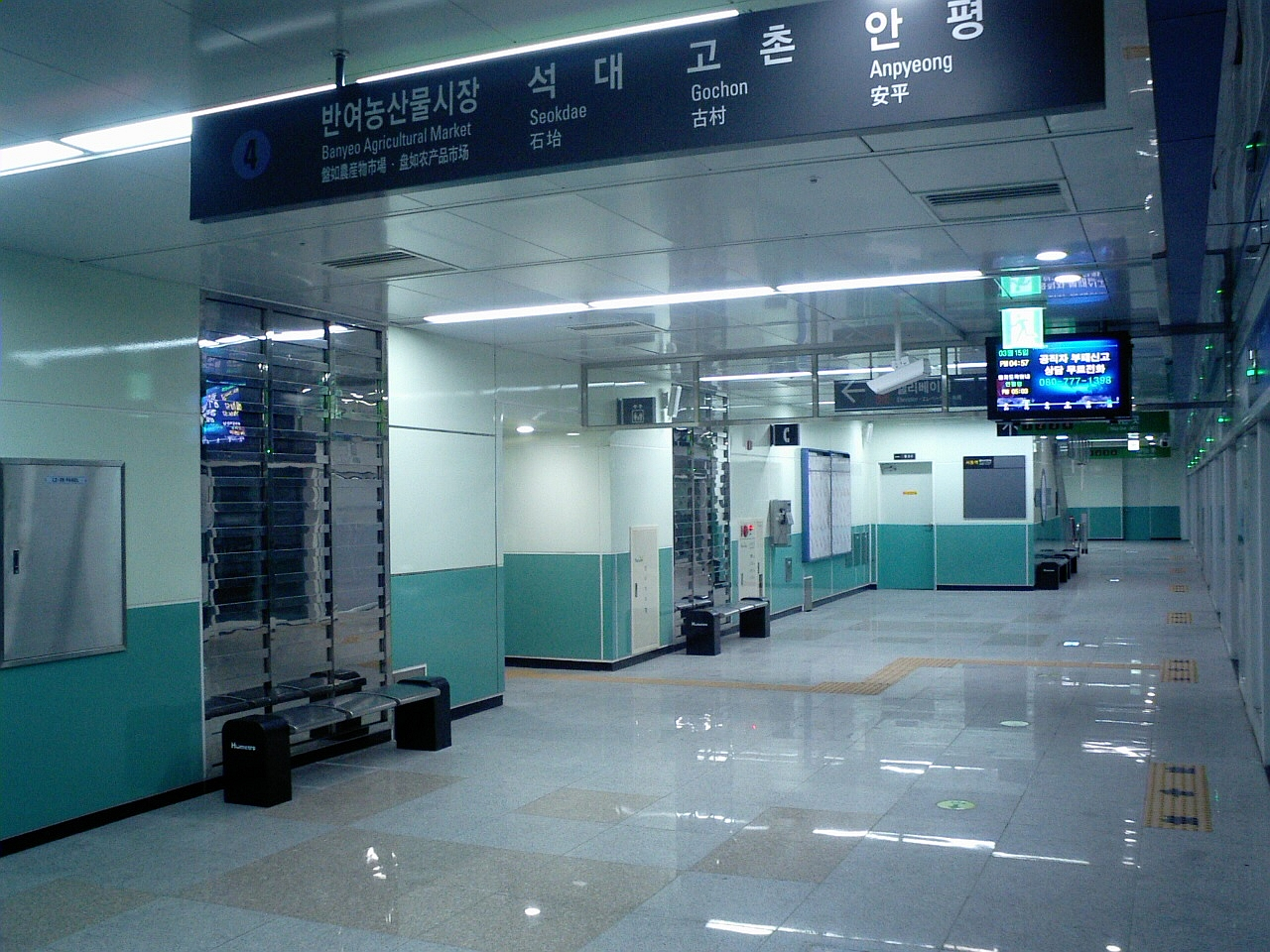
開業前の駅構内（2011年3月15日）

## 駅周辺
- 書2洞行政福祉センター
- 書2保安センター
- 鳴書初等学校

## 隣の駅
釜山交通公社
 4号線
鳴蔵駅 (406) - 書洞駅 (407) - 錦糸駅 (408)